# Малоритська сільська рада
51°47′47″ пн. ш. 24°1′57″ сх. д. / 51.79639° пн. ш. 24.03250° сх. д.
Малори́тська сільська́ ра́да (біл. Малары́цкі сельсавет) — колишня адміністративно-територіальна одиниця у складі Малоритського району, Берестейської області Білорусі. Адміністративним центром сільської ради було місто Малорита (не входило до складу сільради).

## Географія
Малоритська сільська рада була розташована на крайньому південному заході Білорусі, на південному заході Берестейської області, на південний схід від обласного та на захід від районного центрів. На півдні вона межувала із Оріхівською, на південному заході — із Олтуською, на північному заході — із Гвізницькою, на півночі — із Великоритською, на північному сході — із Луківською, а на сході — із Мокранською сільськими радами та містом Малорита (всі Малоритський район).
Великих річок на території сільради не було, але вона була порізана численною сіткою меліоративних каналів (басейн Рити→Мухавця). Найбільша — річка Малорита (30 км), ліва притока Рити.

## Історія
При адміністративно-територіальній реорганізації деяких районів Берестейської області 17 вересня 2013 сільська рада була ліквідована, частина її території із селами Гороховище, Збураж та Карпин передана до складу Олтуської сільської ради, інша частина його території із селами Замшани та Толочне передана до складу Хотиславської сільської ради.

## Склад
До складу Малоритської сільської ради входило 5 населених пунктів, із них всі 5 сіл.
| Населений пункт | Статус | Населення, осіб (2009) | Координати                                                            | Приналежність після 2013 року |
| --------------- | ------ | ---------------------- | --------------------------------------------------------------------- | ----------------------------- |
| Гороховище      | село   | 15                     | 51°44′48″ пн. ш. 23°56′45″ сх. д. / 51.74667° пн. ш. 23.94583° сх. д. | Олтуська сільська рада        |
| Замшани         | село   | 544                    | 51°50′9″ пн. ш. 24°5′13″ сх. д. / 51.83583° пн. ш. 24.08694° сх. д.   | Хотиславська сільська рада    |
| Збураж          | село   | 531                    | 51°46′7″ пн. ш. 23°58′24″ сх. д. / 51.76861° пн. ш. 23.97333° сх. д.  | Олтуська сільська рада        |
| Карпин          | село   | 22                     | 51°45′36″ пн. ш. 24°1′51″ сх. д. / 51.76000° пн. ш. 24.03083° сх. д.  | Олтуська сільська рада        |
| Толочне         | село   | 11                     | 51°45′15″ пн. ш. 24°3′19″ сх. д. / 51.75417° пн. ш. 24.05528° сх. д.  | Хотиславська сільська рада    |

## Населення
За переписом населення Білорусі 2009 року чисельність населення сільської ради становила 1123 особи.

### Національність
Розподіл населення за рідною національністю за даними перепису 2009 року:
| Національність | Осіб | Відсоток |
| -------------- | ---- | -------- |
| білоруси       | 1031 | 91,81 %  |
| українці       | 52   | 4,63 %   |
| росіяни        | 33   | 2,94 %   |
| цигани         | 4    | 0,36 %   |
| поляки         | 1    | 0,09 %   |
| азербайджанці  | 1    | 0,09 %   |
| німці          | 1    | 0,09 %   |
| Разом          | 1123 | 100 %    |